# Neolamprologus falcicula
Neolamprologus falcicula е вид лъчеперка от семейство Цихлиди (Cichlidae).

## Разпространение
Видът е разпространен в Бурунди.